# Katherine Pierce
Katherine Pierce (Katerina Petrova) is een personage uit de populaire CW-serie The Vampire Diaries. Ze is een dubbelganger van het hoofdpersonage Elena Gilbert en Tatia en Amara Petrova en beiden worden gespeeld door de actrice Nina Dobrev. In de serie verschijnen nog twee dubbelgangers van Elena en Katherine, namelijk Tatia en Amara. Deze personages worden ook allebei gespeeld door de actrice Nina Dobrev. 